# Otnice
Otnice település Csehországban, Vyškovi járásban. Otnice Bošovice, Šaratice, Milešovice, Lovčičky, Těšany és Újezd u Brna településekkel határos. Lakosainak száma 1591 fő (2024. január 1.).

## Népesség
A település lakosságának változását az alábbi diagram mutatja:
| Lakosok száma | 778  | 907  | 1225 | 1382 | 1485 | 1383 | 1553 | 1586 | 1594 | 1591 |
|               | 1869 | 1890 | 1921 | 1950 | 1980 | 2001 | 2017 | 2019 | 2022 | 2024 |